# Diaphana glacialis
Diaphana glacialis is een slakkensoort uit de familie van de Diaphanidae. De wetenschappelijke naam van de soort is voor het eerst geldig gepubliceerd in 1907 door Odhner.